# Viện kiểm sát nhân dân cấp huyện (Việt Nam)
Viện kiểm sát nhân dân huyện, quận, thị xã, thành phố thuộc tỉnh và tương đương hay Viện kiểm sát nhân dân cấp huyện ở Việt Nam là cơ quan kiểm sát cấp thấp nhất trong hệ thống Viện kiểm sát nhân dân bốn cấp ở Việt Nam. Viện kiểm sát nhân dân huyện nào thì thực hành quyền công tố, kiểm sát hoạt động tư pháp trong phạm vi huyện đó.

## Tổ chức bộ máy
Viện kiểm sát nhân dân cấp huyện gồm có văn phòng và các phòng (hoặc các bộ phận công tác và bộ máy giúp việc).
Về mặt nhân sự, Viện kiểm sát nhân dân cấp huyện có Viện trưởng, các Phó Viện trưởng, Kiểm sát viên, Kiểm tra viên, công chức khác và người lao động khác.